# Clair de lune sur le Dniepr
Clair de lune sur le Dniepr (en russe : Лунная ночь на Днепре) est un tableau paysager du peintre russe Arkhip Kouïndji (1842—1910), réalisé en 1880. Il est conservé au Musée russe à Saint-Pétersbourg (numéro d'inventaire Ж-4191). Ses dimensions sont de 105 × 146 cm (selon d'autres données de 105 × 144 cm,,). Le tableau représente le fleuve Dniepr par une nuit de pleine lune en été. La section éclairée du fleuve de couleur verte reflète le clair de lune. Le Dniepr traverse une plaine qui à l'horizon se confond avec le ciel sombre recouverts de quelques nuages légers. Cette toile est considérée comme la plus célèbre parmi les réalisations créatives de Kouïndji,.
Tout en travaillant à son tableau, Kouïndji invite des amis et connaissances à son atelier. L'un des premiers à voir la toile est l'écrivain Ivan Tourgueniev, dont la description enthousiaste arriva aux oreilles du Grand-prince Constantin Constantinovitch. Intéressé et curieux, le grand-prince va rendre visite dans son atelier (le compte rendu de cet évènement est relaté dans son journal personnel du 14 mars 1880). Kouïndji n'a pas encore terminé la toile, mais elle plaît tellement au grand-prince, qu'il l'achète immédiatement au prix fixé par le peintre, c'est-à-dire 5 000 roubles,. Le travail sur la toile est achevé en septembre 1880. En octobre - novembre de la même année, Clair de lune sur le Dniepr est exposé dans les bâtiments de la Société impériale d'encouragement des beaux-arts, situés rue Bolchaïa Morskaïa à Saint-Pétersbourg. C'est la première fois dans l'histoire de l'art russe qu'un seul tableau fait l'objet d'une exposition. L'exposition recueille un grand succès et l'attente dans les queues se prolonge longtemps pour voir la toile.
Le propriétaire du tableau, le grand-duc Constantin Constantinovitch, l'aimait tellement, qu'il l'emporte avec lui après la fin de l'exposition, lors du voyage qu'il accomplit en 1880-1882 sur la frégate Duc d'Édimbourg. Quand la frégate se trouve en France, il la fait exposer pendant dix jours dans la galerie parisienne de Charles Sedelmeyer. Les critiques l'apprécient. Au cours de ce voyage la toile est sérieusement endommagée : notamment parce que le peintre a utilisé des peintures contenant du bitume. Ces couleurs s'assombrissaient sous l'influence de la lumière vive et de l'air marin. À son retour de voyage, la toile a été déposée au Palais de Marbre par le grand-prince Constantin. Après la révolution de 1917, elle est transférée à l'Institut d'archéologie de l'académie des sciences de Russie, puis finalement en 1928 elle est déplacée au Musée russe,.
Le peintre Ivan Kramskoï écrivait que chaque fois qu'il voyait Clair de lune sur le Dniepr, il se délectait de cette vue fantastique de la nuit, de la lumière et de l'air. Selon l'historienne d'art Faïna Maltseva, parmi toutes les œuvres de l'artiste, c'est celle qui lui a apporté le triomphe parce qu'il n'avait jamais encore atteint une telle pureté poétique, une telle harmonie dans l'organisation de tous les éléments.

## Histoire

### Le travail du peintre et la vente du tableau
La toile Clair de lune sur le Dniepr a été créée en 1880, peu de temps après la rupture de Kouïndji avec le groupe des Ambulants, causée, comme il s'est avéré plus tard, par un article anonyme contenant des critiques acerbes des paysages de l'artiste. Cet article était écrit par un des membres fondateurs de l'organisation des Ambulants Mikhaïl Klodt. Kouïndji a participé aux expositions des Ambulants de 1874 à 1879 ; la dernière exposition auquel il a participé est la 7e, qui s'est tenue en 1879, celle au cours de laquelle il a présenté sa toile Le petit bois de bouleaux. Lors de la 8e exposition des Ambulants, qui s'est ouverte à Saint-Pétersbourg et a été transférée à Moscou au mois de mai 1880, aucune œuvre de Kouïndji n'a été présentée. L'absence de ses œuvres a été remarquée par le public. Quant à Pavel Tretiakov, collectionneur et mécène, il écrit dans une lettre au peintre Ivan Kramskoï que même ceux qui avaient critiqué son œuvre étaient attristés par son absence.

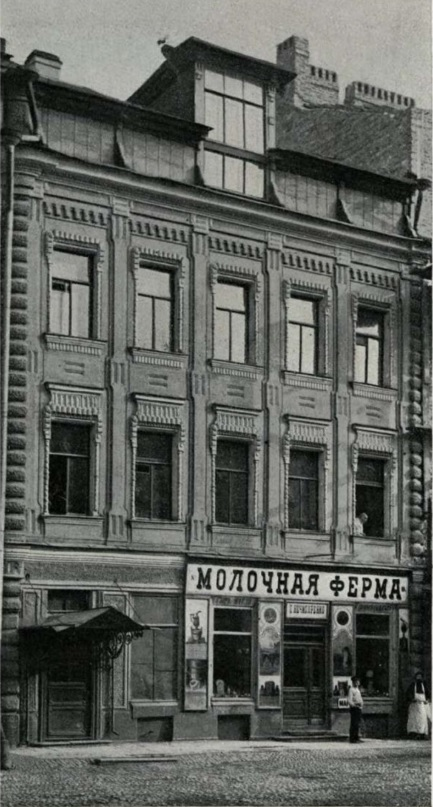
Maison où a vécu et travaillé Kouïndji des années 1870 aux années 1880, située sur l'île Vassilievski

Pendant qu'il réalise sa toile Clair de lune sur le Dniepr, Kouïndji invite à son atelier de la Maly prospekt, sur l'île Vassilievski, des amis et des connaissances pour voir l'effet provoqué par son tableau. Parmi ceux-ci, on peut citer les noms de personnalités telles que Ivan Tourgueniev, le poète Iakov Polonski, le chimiste Dmitri Mendeleïev, les peintres Ivan Kramskoï et Pavel Tchistiakov. Tourgueniev, de retour de Russie après cinq mois en France au début de l'année 1880 est parmi les premiers. Selon Iakov Polonski, il était en extase devant la toile. Polonski lui-même se demande s'il s'agit d'une image ou de la réalité quand il écrit : « Dans un cadre doré où, par la fenêtre ouverte, nous avons vu ce mois-ci ces nuages, cette profondeur des ténèbres, ces lumières tremblantes de tristes villages, ces reflets d'argent dans le courant du Dniepr, entourés par une nuit poétique, calme et majestueuse... »,.

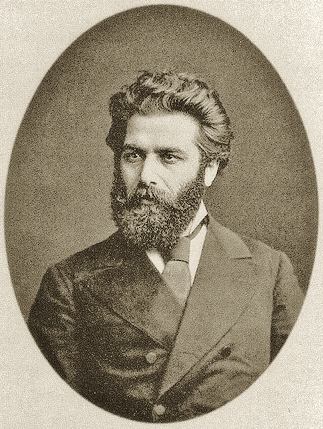
Arkhip Kouïndji

Le récit enthousiaste de Tourgueniev sur la nouvelle toile à laquelle travaille Kouïndji au printemps 1880 arrive à la connaissance de Constantin Constantinovitch. C'était lors d'une soirée chez la comtesse Anna Komarovskaïa, demoiselle d'honneur de la grande-duchesse Alexandra de Saxe-Altenbourg. Malgré son jeune âge (il a 22 ans à l'époque), Constantin Constantinovitch a déjà participé à la guerre russo-turque de 1877-1878, obtenu le grade de lieutenant de vaisseau et reçu l'ordre impérial et militaire de Saint-Georges du 4e degré,. Selon le journal du grand-prince, « Tourgueniev a décrit le tableau de Kouïndji qui n'est pas terminé ; ceci d'une manière tellement artistique, que je voudrais absolument comparer son récit à l'original ».
Constantin Constantinovitch décide de rendre visite à Kouïndji à son atelier. On savait qu'il ouvrait les portes de celui-ci chaque dimanche durant deux heures. Au début, l'artiste ne reconnaît pas le grand-prince qui est en uniforme d'officier de marine. Mais le peintre l'invite à visiter son atelier et lui montre son tableau. Constantin Constantinovitch décrit dans son journal en date du 14 mars 1880 ses impressions comme suit : « Je suis resté immobile, comme paralysé. Je voyais devant moi l'image du large fleuve ; la pleine lune éclairant celui-ci sur une distance de trente verstes. J'éprouvais une telle émotion en regardant, depuis la colline surélevée qui domine le fleuve majestueux, la lune qui brillait. C'est à couper le souffle et on ne peut s'arracher de l'aveuglante lumière. C'est la magie de ce tableau qui vous rend mélancolique »,. À la question du grand-prince sur le prix demandé par l'artiste, celui-ci répond en croyant avoir affaire à un officier de marine ordinaire : « Mais pourquoi voulez-vous l'acheter ? Ne l'achetez pas : il est cher ». Mais comme le visiteur répète sa question, le peintre annonce un prix élevé, vraiment fantastique pour l'époque : cinq mille roubles et il s'entend répondre surpris : « Parfait, je le réserve ». Ce n'est qu'après le départ de l'officier de marine que Kouïndji apprend qu'il avait affaire au grand-prince. Constantin Constantinovitch écrit dans son journal : « J'ai dit à Kouïndji que j'achetais son merveilleux tableau ; j'aimais profondément son tableau et j'aurais fait beaucoup de sacrifices pour l'acquérir. Le lendemain, toute la journée quand je fermais les yeux je voyais cette toile »,.

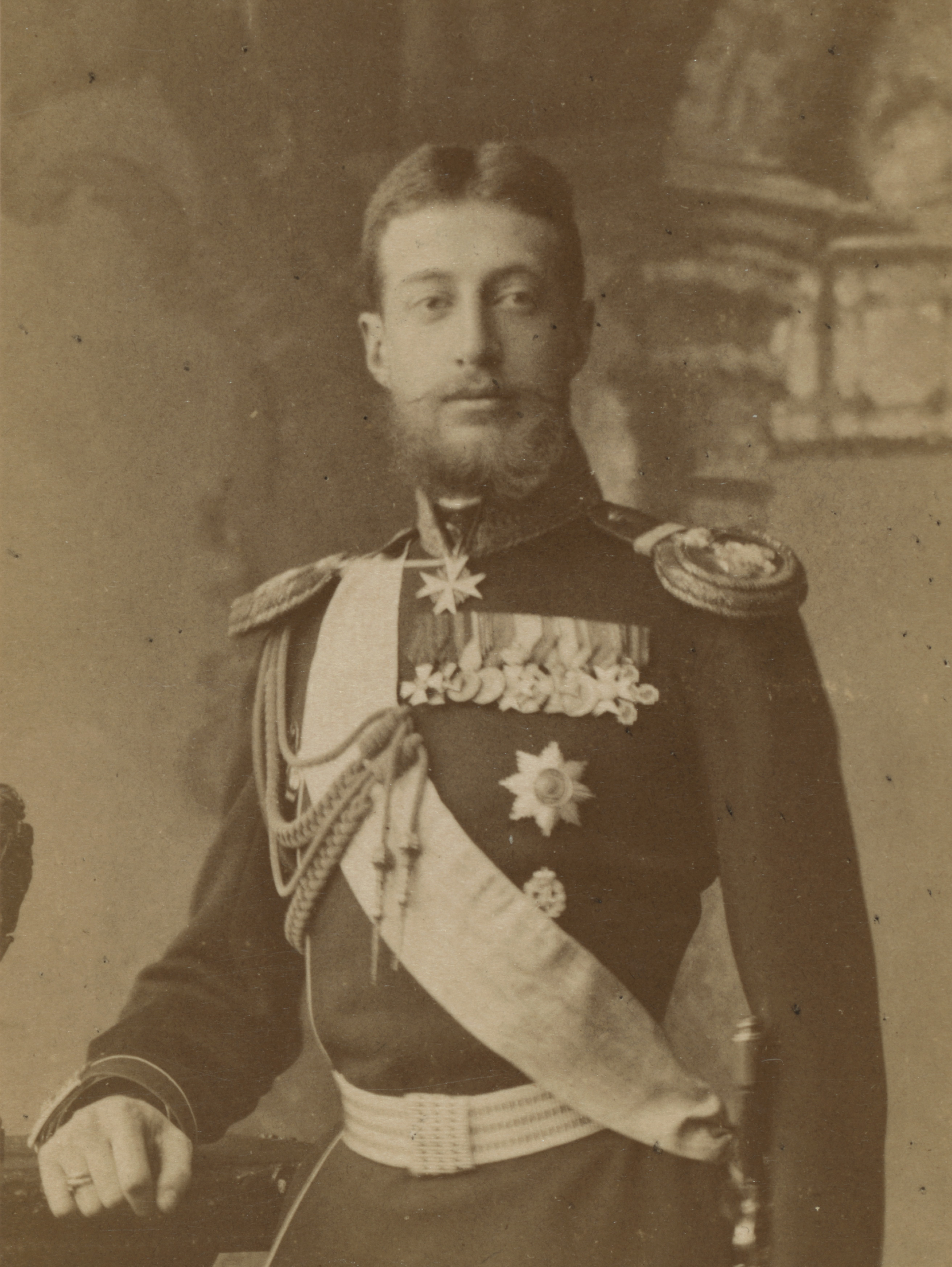
Le Grand-duc Constantin Constantinovitch de Russie (1858-1915) premier propriétaire du tableau

On sait aussi que le collectionneur Kozma Soldationkov a également demandé le prix de Clair de lune sur le Dniepr. Dans une lettre à Pavel Tchistiakov, datée du premier mai 1880 (apparemment il ne sait pas que la toile a déjà été vendue), il lui demande d'exprimer franchement son avis : « cela vaut-il ce prix de cinq mille roubles une fois achevé ou vaut-il mieux demander une copie de ces berges du Dniepr ? ». Soldationkov répond : « c'est mieux d'acheter ce que le peintre a réalisé que de lui demander une copie parce que cette copie, si elle est ratée, vous devrez de toute manière l'emporter »,. Dans une lettre de réponse, Tchistiakov ne répond pas directement à la question concernant l'achat du tableau (peut-être savait-il qu'il était vendu), mais il informe Soldationkov de l'intention du collectionneur Dmitri Botkine de demander une copie à l'auteur pour le prix de cinq mille roubles,. Selon le témoignage du peintre Igor Grabar, on retrouve plus tard une copie du tableau Nuit sur le Dniepr de Kouïndji lui-même.
On a parfois entendu dire que la toile originale Clair de lune sur le Dniepr avait été commandée par Pavel Trétiakov, puis, que Kouïndji, du fait que Trétiakov était absent et qu'il avait besoin d'argent, l'aurait vendue à un autre acheteur. Le critique d'art Vladimir Andreev explique en détail l'erreur des tenants de cette conception. D'abord du point de vue éthique, il est difficile de croire qu'un tableau déjà promis à un collectionneur aussi réputé, Tretiakov, puisse ne pas lui vendre. De la conversation entre le grand-duc et Kouïndji s'ensuit que le tableau a été mis en vente et qu'il n'a pas été peint sur commande. En outre, pas un mot ne figure d'un accord entre l'artiste et le collectionneur dans la monographie d'Alexandre Botkine, ni dans les détails de la correspondance entre Pavel Tretiakov et Ivan Kramskoï, qui traite d'autres tableaux de Kouïndji. Il se peut qu'une confusion soit apparue du fait que Kramskoï lui-même (qui à cette époque avait besoin d'argent) avait un tableau daté de la même année Nuit lunaire, qu'il a vendu à un autre Tretiakov, le mécène Sergueï Tretiakov, frère cadet de Pavel.
Le tableau Clair de lune sur le Dniepr, déjà acquis par le grand-duc reste dans l'atelier de Kouïndji. Le peintre met la dernière main à son travail pour l'exposition qui doit avoir lieu à l'automne 1880. Pendant ce temps, le grand-duc Constantin Constantinovitch rend régulièrement visite à Kouïndji pour admirer son acquisition. Quand Kouïndji termine son travail sur la toile, il indique l'année et la date précise de cet évènement, le 5 septembre 1880.

### Exposition pour un seul tableau

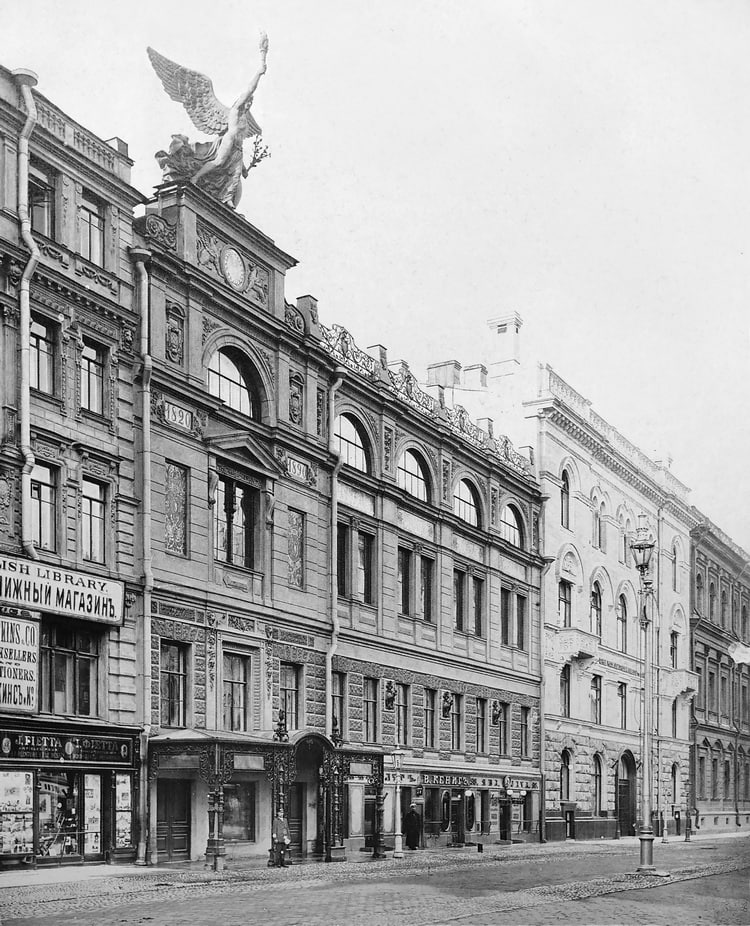
Bâtiment de la société d'encouragement des beaux-arts dans lequel eut lieu l'exposition (photo de 1912)

En octobre et novembre 1880, dans les bâtiments de la Société impériale d'encouragement des beaux-arts no 38 à la rue Bolchaïa Morskaïa à Saint-Pétersbourg se tient une exposition inhabituelle. C'est la première fois que se tient en Russie une exposition d'un seul tableau. Selon le critique d'art Dmitri Sarabianov, c'est un fait sans précédent, car en général des expositions personnelles se tenaient rarement à cette époque. La toile Clair de lune sur le Dniepr est exposée dans une pièce sombre dont on a occulté les fenêtres avec des draps. Selon plusieurs témoignages, l'artiste avait décidé de couvrir les fenêtres en raison du reflet provenant d'un mur rouge situé de l'autre côté de la rue,. La tableau est éclairée par un faisceau de lumière dirigé vers lui au moyen d'une lampe. Selon le critique d'art Vitali Manin « Kouïndji utilise la propriété des couleurs chaudes provenant de la lampe pour faire absorber les couleurs froides ». De plus, dans la partie de la toile où la couche de peinture est appliquée en relief (les fenêtres des huttes, la lune et le tracé de la lumière de la lune dans l'eau), la lumière du faisceau se réfléchissait plus fortement que sur les zones plus lisses et plus claires. De sorte que , comme le remarque la critique d'art Olga Atrochctenko « des degrés différents de réflexion de la lumière sur certaines parties plus épaisses donnent l'illusion d'une surface de l'eau fluctuante ». Selon elle, « les parties sombres du ciel et de la terre absorbent davantage de lumière artificielle, augmentant la profondeur du ton et contribuant à créer l'effet velouté de la surface peinte ».
Pour voir la toile les gens se tiennent dans la queue et beaucoup repassent plusieurs fois voir l'exposition. Les visiteurs sont attirés par le réalisme inhabituel de la toile, émettent des suppositions sur les couleurs utilisées par le peintre, certains se demandent même si le tableau n'est pas réalisé sur du verre. L'un d'eux suggère : « Ce serait intéressant de l'examiner attentivement à la loupe : de quelles couleurs sont composés ces tons, cela n'existe pas, c'est diabolique ? ». Le peintre Ilia Répine se souvient de ce qui se passait dans la rue Bolchaïa Morskaïa lors de l'exposition : «…un flux ininterrompu de fiacres envahit toute la rue ; le public attend d'entrer dans de longues queues dans l'escalier et des deux côtés des trottoirs ; longuement et patiemment, respectant la place de chacun, il s'avance vers les portes où il n'est admis que par petit groupe, pour éviter que les gens n'étouffent ou soient écrasés par la pression de ceux qui les suivent »,. Kramskoï écrit à Répine : « Quelle tempête de ravissement a suscité Kouïndji ! Vous avez déjà dû entendre parler de lui ? Ce jeune homme est un charme ».

### Croisière en mer
À la fin de l'année 1880, après la fin de l'exposition du tableau, le grand-duc Constantin Constantinovitch entreprend une croisière sur la frégate Duc d'Édimbourg, emportant avec lui le tableau Clair de lune sur le Dniepr. Il ne prend pas sa décision tout de suite : le 31 octobre il écrit encore dans son journal : « À 3:00 h je me suis rendu en ville à la Société d'encouragement des artistes où est exposée la toile de Kouïndji Nuit sur le Dniepr, je veux l'emporter avec moi en mer ». Le fils de Constantin Constantinovitch, prince de sang royal Gabriel Constantinovitch, dans ses mémoires, note que Kouïndji était catégoriquement opposé à cette idée de partir en croisière avec le tableau, il craignait pour sa préservation dans des conditions d'humidité élevée et d'évaporation de l'eau de mer, et ce qui s'ensuivrait, la dégradation de la gamme des couleurs. Il écrit : « Ayant appris le souhait du grand-duc, Kouïndji se décide à se lancer dans une procédure, persuadé de la dégradation qui résulterait pour sa toile si appréciée du public d'un tel voyage. Mais mon père emporta tout de même son tableau et il n'y eut pas de procès ».

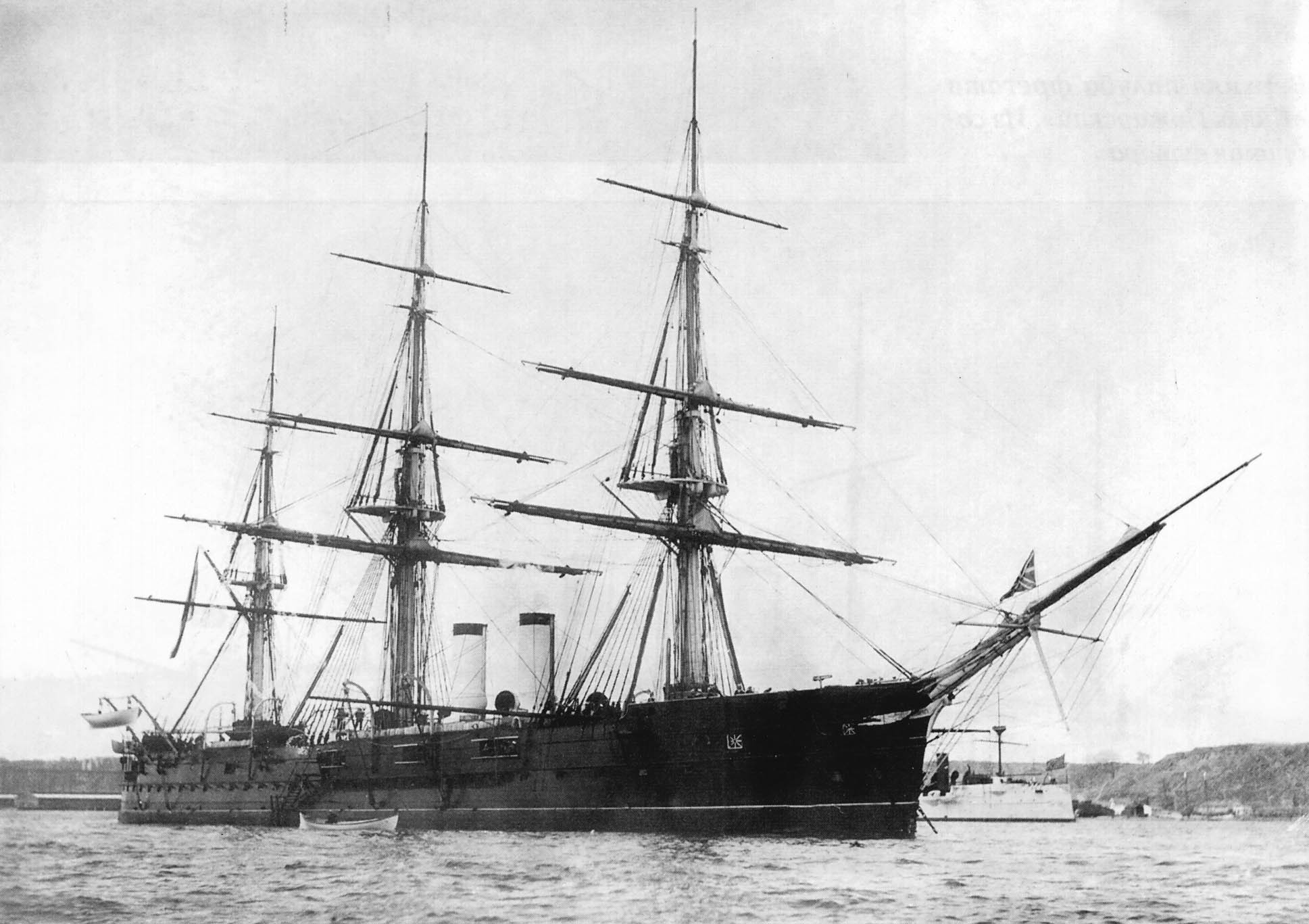
La frégate Duc d'Édimbourg, qui accomplit la croisière en mer en 1880-1882

Le peintre n'était pas le seul à s'inquiéter des conséquences néfastes d'un voyage en mer pour le tableau. Ainsi, Constantin Constantinovitch rencontre Ivan Tourgueniev en France en décembre 1880 et ce dernier le persuade de lui envoyer à Paris le tableau depuis le port de Cherbourg-Octeville, où la frégate est amarrée. Dans une lettre à Jacob Polonski, du 10 (22) décembre 1880 Tourgueniev écrit : « Le tableau de Kouïndji est arrivé pour quelques jours et nous allons essayer de le montrer aux Français ». L'écrivain russe parvient à s'entendre avec le galeriste Charles Sedelmeyer, chez qui la toile est exposée pendant dix jours. Tourgueniev espérait ainsi persuader le grand-duc de la laisser durant l'exposition, mais ce dernier refuse. Dans une lettre à Dmitri Grigorovitch, Tourgueniev écrit : « Si le tableau restait à Paris , il serait présenté durant l'exposition, il ferait l'effet d'un coup de tonnerre et Kouïndji recevrait la médaille. Mais qui aurait pu s'attendre à ce qu'une toile pareille fasse un pareil voyage en mer ». L'exposition dont il s'agit est celle organisée par le Salon de peinture et de sculpture en 1881 et qui ouvre ses portes en mai au Palais de l'Industrie sur les avenue des Champs-Élysées.
Le grand-duc ne tient aucun compte des opinions de Tourgueniev sur son projet et poursuit sa croisière avec son tableau de Kouïndji. Quittant Cherbourg, il fait cap sur la mer Méditerranée. L'année suivante la frégate mouille l'ancre en Algérie, en Italie, en Grèce, à Malte, à Trieste et à Alexandrie. En mai 1881, le grand-duc Constantin accompagné de ses cousins, le grand-duc Serge Alexandrovitch de Russie et Paul Alexandrovitch se rend en pèlerinage en Terre sainte, le chef de la Mission orthodoxe russe de Jérusalem l'archimandrite Antonin Kapoustine se joint à eux. Quand la frégate Duc d’Édimbourg quitte Jaffa, l'archimandrite monte sur le pont pour saluer les grands-princes et a l'occasion de voir la toile de Claire de lune sur le Dniepr. Dans son journal (à la date du 31 mai 1881) il décrit cet épisode comme suit : « J'ai pu admirer le magnifique tableau Nuit du sud du peintre Kouïndji appartenant au grand-duc Constantin… ». En août de la même année Constantin Constantinovitch se rend au Mont Athos, puis au début de l'année suivante, en 1882, en Égypte, où il est atteint d'une grave pneumonie dont il avait été soigné, au début en Sicile, puis chez sa sœur Olga Constantinovna à Athènes. Après avoir appris que l'empereur Alexandre III accédait à sa demande d'être relevé de service naval militaire, vis-à-vis duquel il avait peu d'attirance, au milieu de l'année 1882, le grand-prince retourne en Russie.
Les craintes de son entourage concernant la toile se sont confirmées et celle-ci est gravement endommagée lors du retour. Selon le récit de Kouïndji lui-même, les dégâts étaient sévères et des éraflures étaient visibles en de nombreux endroits. Constantin Constantinovitch demande à Kouïndji de restaurer la tableau et le peintre exécute le travail. Mais il ne lui est pas possible de restaurer complètement. Cela est dû au fait que le tableau a été réalisé à base de peinture contenant du bitume, et que ce produit a tendance à foncer sous l'influence de la lumière et de l'air marin.

### Autres évènements

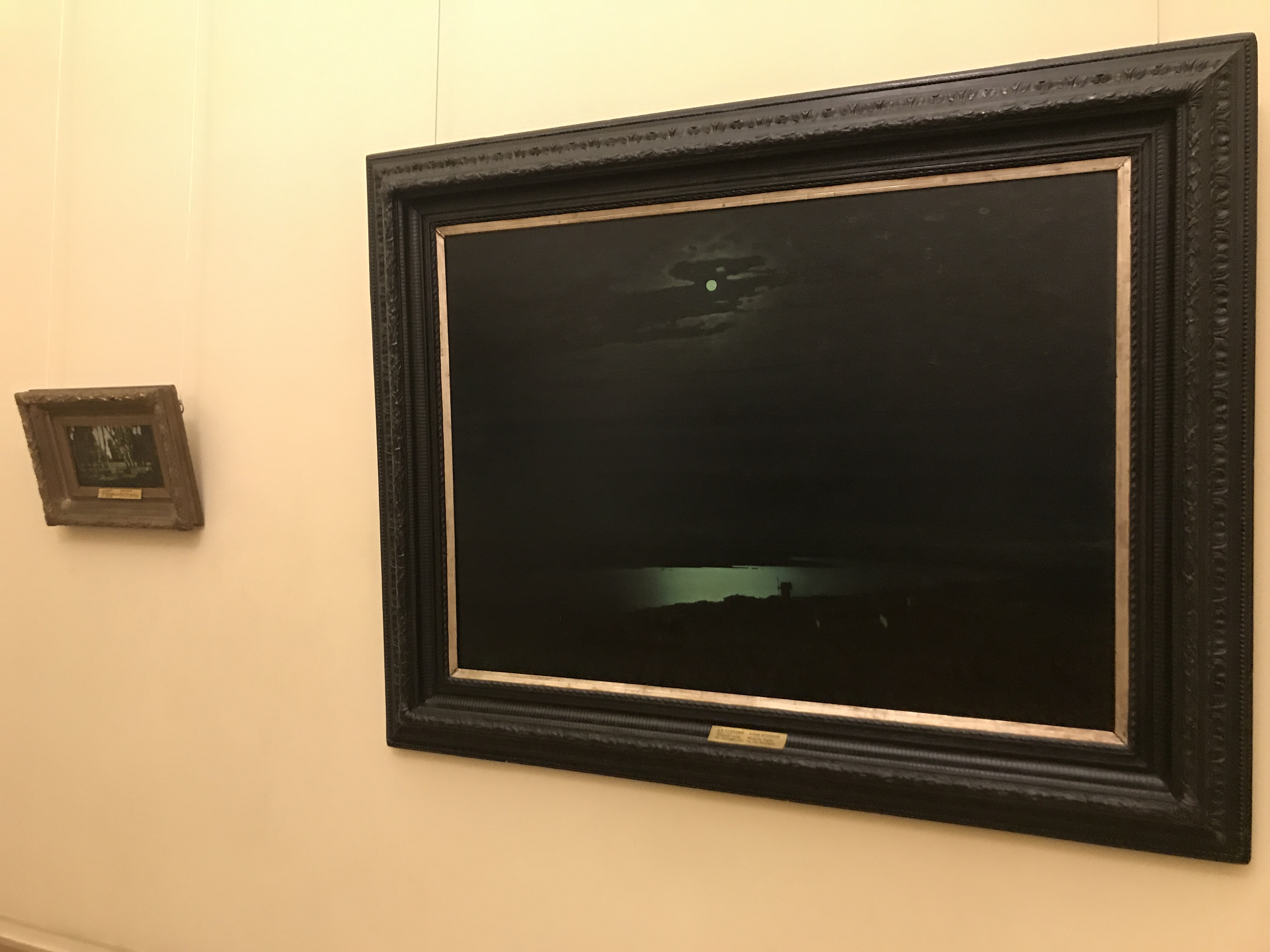
Le tableau Clair de lune sur le Dniepr au Musée russe

En 1882 Kouïndji organise une nouvelle exposition personnelle de ses tableaux : il choisit trois tableaux ; une variante de Nuit sur le Dniepr (probablement celle qui est conservée aujourd'hui à la Galerie Tretiakov, une deuxième variante de Petit bois de bouleaux, et une nouvelle toile Le Dniepr, le matin (aujourd'hui à la Galerie Tretiakov, Moscou),. L'exposition a lieu au Passage Solodovnikov, rue du Pont Kouznetski,,. Cette fois, ses tableaux sont exposés à la seule lumière du jour. C'est la dernière exposition du vivant de Kouïndji, qui continua à peindre mais ne montra plus ses œuvres au grand public.
Le critique et publiciste Mikhaïl Nevedomski, auteur d'une biographie de Kouïndji en 1913, écrit qu'après l'exposition moscovite de 1882, le tableau Clair de lune sur le Dniepr a également été exposé à Saint-Pétersbourg et que par la suite, le peintre reçut deux commandes de copie du tableau (pour 5 000 roubles chacune). Kouïndji y travaille longtemps, mais il ne les vend pas aux clients. Il les laisse dans son atelier et elles seront léguées en propriété avec le reste de ses œuvres à la Société des artistes Arkhip Kouïndji. En outre, M. Nevedomski signale que Clair de lune sur le Dniepr a été reproduit à l'huile en un grand nombre d'exemplaires.
Après la croisière en Méditerranée, la toile Clair de lune sur le Dniepr est conservée par le grand-prince Constantin au Palais de Marbre. Au début, il la place dans la chambre du tsar, au deuxième étage, puis le grand-prince la fait placer dans son cabinet de travail, la chambre en noyer. En 1915, après sa mort, il fait partie de la succession de ses fils mais sous réserve d'usufruit au profit d'Élisabeth de Saxe-Altenbourg. Après la révolution de 1917, de la collection du Palais de Marbre, la toile passe dans les collections de l'académie d'histoire de la culture. En 1926, elle est transmise à l'Institut d'archéologie de l'académie des sciences de Russie, puis transférée en 1928 au Musée Russe,. Elle est exposée dans la salle no 35 du Palais Mikhaïlovski, où l'on trouve aussi La nuit, Les Chênes et d'autres toiles de Kouïndji.

## Description du tableau
Le tableau représente une nuit d'été. Le large fleuve Dniepr coule paisiblement entre ses berges planes. Le sombre firmament s'étend sur la surface de la terre donnant une impression d'infini. La bande verdâtre du fleuve traverse la plaine, qui se confond à l'horizon avec un ciel sombre, couvert d'une rangée de nuages légers. Dans l'échancrure formée entre les nuages luit une pleine lune, dont la lumière se reflète à la surface de l'eau. Grâce au clair de lune, sur les berges, quelques khatas aux fenêtres allumées sont visibles dans l'obscurité, de même que la silhouette d'un moulin à vent. La ligne de l'horizon est très basse, si bien que le ciel occupe un vaste espace de la toile,. La composition picturale du paysage est réalisée avec une grande simplicité.
Le colorisme joue un rôle important dans l'exécution. Pour atteindre le but qu'il poursuit, Kouïndji utilise surtout deux couleurs : le noir et le vert phosphorescent. Malgré un tel laconisme dans le choix de la gamme de couleurs, la coloration du tableau ne donne pas d'impression de monotonie ou d'ennui. La nuance du noir, utilisée pour le ciel et la plaine, est difficile, voire impossible à retrouver et de même pour le vert, utilisé pour la couleur du clair de lune. Lorsque l'on décrit une plaine située sur une rive éloignée, au fur et à mesure que l'on s'éloigne du fleuve, la couleur noire devient de plus en plus profonde et se fond avec celle de l'horizon, avec celle du ciel. De même, lorsque ce sont des couleurs vertes qui sont utilisées et qui se modifient avec le changement de reflets des clairs de lune .
Comme il est à la recherche d'effets de combinaisons de couleurs, Kouïndji expérimente des pigments colorés. En particulier, il utilise des couleurs à base de bitume (ou comme on les appelle aussi, de peintures d'asphalte), qui s'assombrissent sous l'influence de la lumière et de l'air. En ce qui concerne Clair de lune sur le Dniepr le peintre Ivan Kramskoï, a exprimé ses préoccupations dans une lettre à l'éditeur Alexeï Souvorine datée du 15 novembre 1880 : « Je me pose cette question : la combinaison de couleurs trouvée par l'artiste est-elle durable ? Peut-être que Kouïndji a associé <…> des couleurs qui sont entre elles antagonistes et qui après un certain temps, soit perdent leurs propriétés soit se transforment et se décomposent au point que ceux qui les regardent, la génération suivante, se demandent perplexes : pourquoi les spectateurs d'antan étaient-ils ravis par cette toile ? »

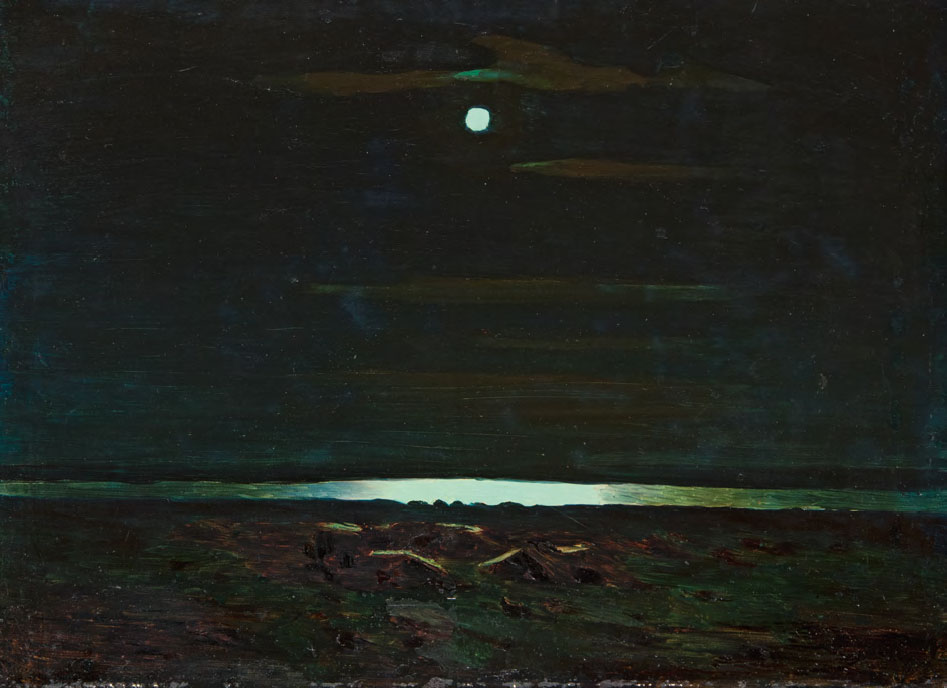
Nuit sur le Dniepr (copie réduite du tableau initial, Musée Russe)

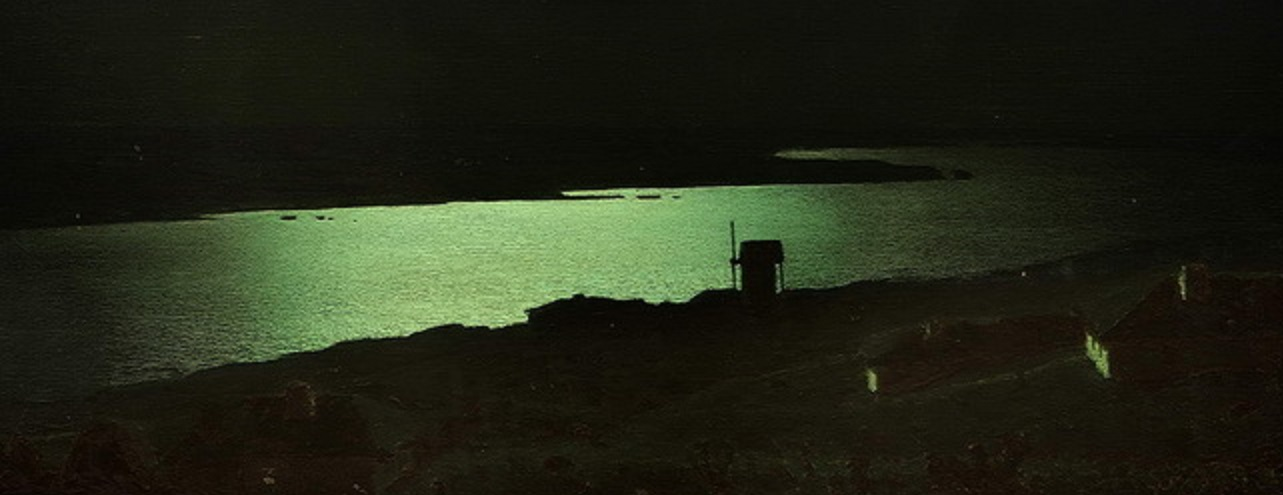
Détail de Nuit sur le Dniepr

L'impression de grand espace est renforcée par la juxtaposition d'une couleur vert-argent froide et de tons marron foncé plus chauds. Pour créer l'illusion de profondeur, Kouïndji utilise le fait que les tons chauds semblent plus proches de l’œil tandis que les tons froids semblent plus éloignés du spectateur. Pour créer une sensation de vibration et de scintillement mystérieux, l'artiste utilise de très petits traits qu'il applique sur les tons argentés du clair de lune dans le ciel et sur ses reflets à la surface du fleuve. Même les zones de couleur des plans éloignés, qui à première vue semblent être planes, sont en réalité superposées sur plusieurs couches de glacis, et contribuent à l'approfondissement de l'espace. Les plans plus proches, pour lesquels il n'est pas nécessaire de créer une illusion d'espace, le peintre les peint comme pour une esquisse, évitant les glacis, ne déposant qu'une fine couche de peinture sur la toile, la laissant à l'état d'ébauche non peinte. L'espace de la toile est organisé de telle manière qu'un flot de lumière se répand dans les profondeurs. C'est ainsi que Kouïndji a procédé aussi pour Petit bois de bouleaux. Sa méthode est caractéristique du romantisme, et peut être considérée comme une rupture par rapport aux principes du classicisme et du réalisme. Selon le critique d'art Vitali Manin, « Kouïndji a mis en pratique des jugements théoriques du romantisme à propos de l'espace».

## Études et copies par l'auteur
Clair de lune sur le Dniepr a été réalisé à plusieurs reprises par Arkhip Kouïndji. La version originale du tableau intitulée plus brièvement Nuit sur le Dniepr est conservée à la Galerie Tretiakov (huile, toile, 104 × 143, 1882 (à l'inventaire sous no 15129). Cette première version est restée dans l'atelier du maître jusqu'à sa mort. Puis, suivant son testament elle a été léguée à la Société des artistes Arkhip Kouïndji. Elle réapparait pour des expositions posthumes, en 1913 à Saint-Pétersbourg et en 1914 à Moscou. Depuis 1917, elle se trouve à la Maison aux Atalantes, rue Solianka à Saint-Pétersbourg, dans la collection d'Andreï Liapounov (1879—1923) et Elena Liapounova (1887—1976), parents du mathématicien Alexey Lyapunov (1911-1973) ,  (Selon la documentation existant sur le sujet, Andreï Liapounov a acquis ce paysage à la Société des artistes Arkhip Kouïndji le 20 novembre 1917). En 1930, c'est la galerie Tretiakov qui l'achète à Elena Liapounova. Au début, cette toile était considérée comme une répétition inachevée. Mais dans le catalogue édité en 2001, la galerie indique que « la compréhension actuelle du degré d'achèvement et les différences existant dans les deux permettent de considérer Nuit sur le Dniepr conservé par la Galerie comme une variante ».
D'autres versions répétitives de la toile sont conservées au Musée des beaux-arts de Simféropol (Nuit sur le Dniepr, toile, huile, 111 × 147, 1882), à la Galerie Dogadine d'Astrakhan (Nuit sur le Dniepr, huile , toile, 110 × 146, 1882, en provenance de la collection Goutchkov) au Musée national des Beaux-Arts de Biélorussie à Minsk (Nuit sur le Dniepr, 1880). À la Galerie nationale de peinture de Kiev (jusqu'en 2017 appelée Musée de Kiev d'art russe), il existe une variante verticale appelée Nuit sur le Don (huile, toile, 165 × 115, 1882 ( à l'inventaire sous no   Ж-191) ,,,) qui est arrivée en provenance de la collection de Fiodor Terechtchenko. Ce collectionneur a pu voir la toile dans l'atelier de Kouïndji ; il hésite quelque temps et finit par l'acquérir après discussion avec Kramskoï.
La Galerie Tretiakov possède aussi une version non datée et réduite de Nuit sur le Dniepr (bois, huile, 19,5 × 24 (inventaire no   Ж-105), acquise en 1960 au collectionneur Grigori Beliakov) . Au Musée Russe, il existe aussi une autre variante du même nom (sur papier, huile, 40 × 54, datée de 1890 (à l'inventaire sous no   Ж-1522) acquise en 1930 à la Société des artistes Arkhip Kouïndji). Selon certaines informations, il existe aussi une variante due à l'auteur qui est conservée au musée de la fabrique Uralvagonzavod à Nijni Taguil.
|  |  |  |

La critique d'art Faïna Maltseva écrit que « nous ne connaissons pas les études et les esquisses réalisées pour ce tableau, mais il pourrait ne pas y en avoir ». On connaît au moins une étude non datée appelée Nuit sur le Dniepr, conservée au Musée des beaux-arts de Sébastopol M. Krochitski (papier sur contreplaqué, huile, 22 × 33 (à l'inventaire sous le no   Ж-458), acquis en 1952 de Makarov, Simferopol).

## Avis et critiques

### Critiques de contemporains
Le peintre Ivan Kramskoï, dans une lettre au journaliste et éditeur Alexeï Souvorine, datée du 15 novembre 1880, décrit ses impressions ressenties devant le tableau de Kouïndji, et écrit que sa Nuit sur le Dniepr était pleine de lumière et d'espace, que le fleuve coule réellement et que le ciel est vraiment profond et infini. Selon Kramskoï, la première fois qu'il a vu le tableau il n'a pas pu se défaire d'une irritation dans l’œil comme si cela provenait réellement de la lumière, et cette impression lui revenait chaque fois qu'il regardait le tableau, la pénombre lui apportant un plaisir nocturne avec cet air et ces couleurs fantastiques. Souvorine lui-même appréciait la toile de Kouïndji. Il écrit que Nuit sur le Dniepr n'est pas seulement une œuvre pictural mais aussi un énorme bond artistique en avant. Il remarque le pouvoir sans précédent de la couleur et cette impression magique que ce n'est pas un tableau, mais la nature elle-même en miniature, transformée par l'artiste sur sa toile. Selon Souvorine, dans ce travail, tout ressemble à la réalité : une vraie lune, qui brille réellement, et un véritable fleuve qui reluit; si bien qu'en scrutant les ondulations de la surface des eaux, le spectateur devine de quel côté le courant du Dniepr va se diriger ; « l'ombre, la pénombre, les lumières, la vapeur d'eau à peine perceptible, tout cela est si bien transmis que l'on de demande comme le peintre a fait pour y parvenir ».

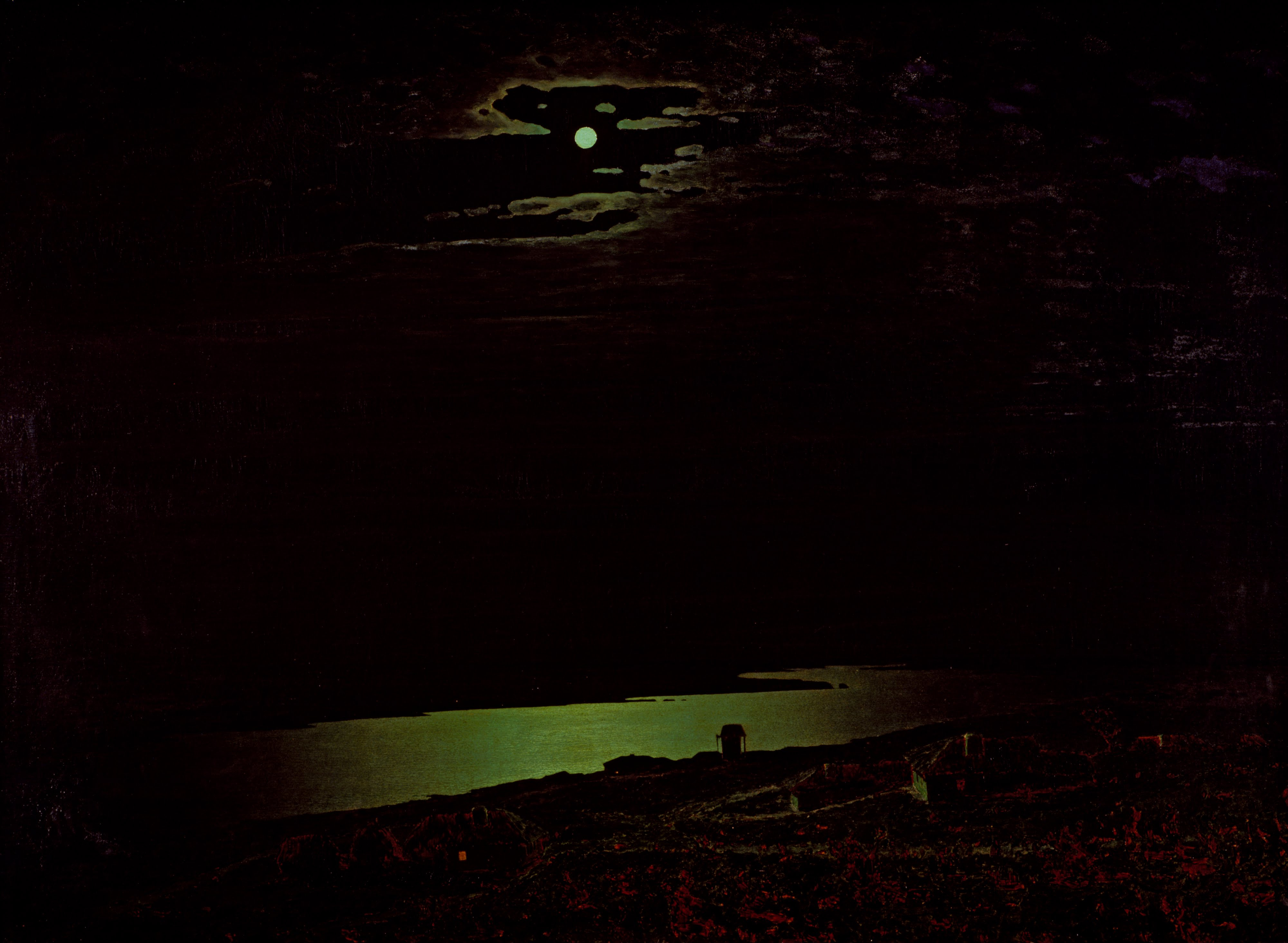
Nuit sur le Dniepr (copie-variante de l'auteur, toile, huile,, 1882, Galerie Tretiakov)

Le chimiste Dmitri Mendeleïev a livré ses impressions sur le tableau Clair de lune sur le Dniepr dans un article intitulé Avant la tableau de Kouïndji, publié dans le journal Golos du 13 novembre 1880. Le tableau de Kouïndji intéresse Mendeleïev dès qu'il le voit pour la première fois, mais il ne voulait écrire à ce propos qu'une fois avoir pu poser toutes ses questions. Dans son article consacré à la peinture de Kouïndji, Mendeleïev aborde la question plus générale de la relation entre les progrès sur les liens entre la peinture de paysage et les progrès des sciences naturelles.
Malgré de nombreuses opinions favorables au tableau dans la presse, il y a également des critiques négatives. Ainsi, le philosophe et critique Nikolaï Strakhov, rendant hommage au savoir-faire de Kouïndji et qualifiant son tableau de vrai miracle, aussi bien par son intensité lumineuse que par la fidélité incroyable de sa saisie des tonalités du ciel entre l'horizon et la lune, considère en même temps que la couleur de la lune est trop naturelle, qu'elle se projette trop fort sur l’œil et que cela nuit à l'harmonie de la toile. Strakhov considère que malgré la lumière brillante, provenant de la lune et éclairant les nuages et la surface des eaux, le tableau ne pouvait pas transmettre complètement la réalité. Pour lui, il s'agissait d'une illusion perçue par les spectateurs du fait que ce n'était pas un véritable tableau réalisé à l'huile sur une toile mais une peinture sur du verre éclairé par derrière.
Malgré le fait que le tableau n'ait été exposé que durant dix jours à Paris, il a réussi à attirer l'attention de la critique française. Ainsi dans un article publié à la fin de l'année 1880 dans le journal La République française, Philippe Burty écrit que l'effet principal de la toile de Kouïndji provient de la transmission d'une lumière merveilleuse, pâle et scintillante sur la surface agitée de l'eau. Le critique remarque encore, que malgré l'impression étrange, qui s'empare du spectateur la première fois qu'il regarde cette toile, peu à peu la volonté de l'artiste le domine et le transporte là où il veut qu'il soit. Selon Burty, la gradation de la lumière qui descend et qui n'atteint que les murs des khatas situées sur les pentes des berges; les silhouettes de hautes bardanes; le silence régnant sur ce vaste espace, la sévérité du paysage sans arbre, tout cela crée une atmosphère mélancolique et majestueuse, remarquablement bien représentée,.

### Critiques auXXesiècleetXXIesiècle
Discutant de l'effet produit par le tableau Clair de lune sur le Dniepr le critique d'art Vladislav Zimenko le qualifie de tout à fait surnaturel. Il remarque que dans cette œuvre, Kouïndji juxtapose les grands éléments de la nature: la terre et le ciel, la lumière et l'ombre dans une harmonie unique qu'il a rarement rencontré. Selon lui, Kouïndji représente la nature dans la fantastique majesté de sa parure de nuit, que l'on peut comparer à la phrase de Terrible Vengeance de Nicolas Gogol : « Merveilleux Dniepr par temps calme, quand librement et calmement s'écoulent ses eaux à travers les forêts et les collines… ».

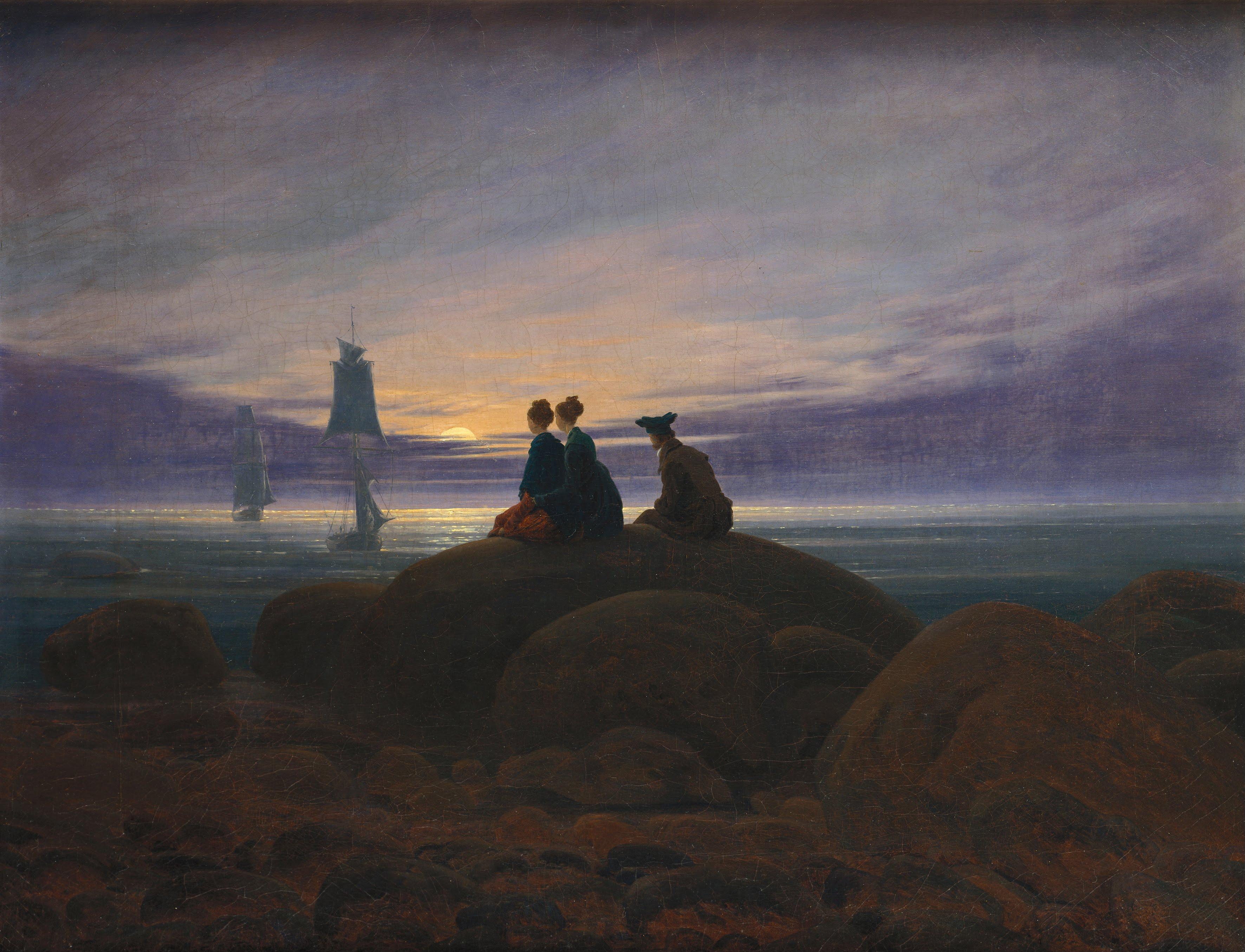
Caspar David Friedrich. Lever de la lune sur la mer (1822, [Ancienne galerie nationale ], Berlin)

La critique d'art Faina Maltseva fait remarquer que dans Nuit de lune sur le Dniepr on peut considérer que Kouïndji non seulement transmet l'effet produit par un clair de lune, mais que dans la partie supérieure du tableau, il représente un ciel nocturne couvert de légers cirrus. Selon Maltseva, parmi toutes les toiles de Kouïndji ce paysage en particulier méritait de lui apporter la gloire. Il n'avait jamais atteint une telle intensité poétique en décrivant un paysage avec une telle cohérence entre tous les éléments représentés.
Le critique d'art Vitali Manin compare le succès et la popularité du tableau Clair de lune sur le Dniepr à celui de son prédécesseur allemand Caspar David Friedrich , devant l'œuvre duquel les gens sont fascinés en contemplant le spectacle magique de la nature. Selon Manin, l'apparente similitude de l'interprétation du monde dans les deux tableaux, la ressemblance est purement extérieure : à la différence du tableau de Friedrich, il n'y a rien de magique dans celui de Kouïndji . Selon Manin «les espaces célestes de Kouïndji sont soumis à la gravité terrestre», et la «magie fascinante ne renvoie pas à une force céleste mystique mais plutôt à un monde réel grandiose devant lequel l'homme ressent de l'étonnement et du ravissement ».

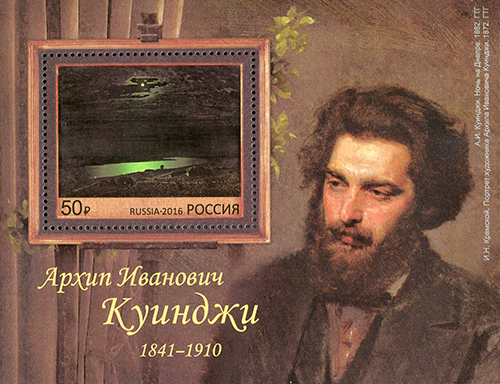
Tableau Nuit sur le Dniepr (1882, Galerie Tretiakov) sur un bloc postal russe de 2016

L'historien d'art britannique John Ellis Bowlt pense que Kouïndji peut être considéré comme le représentant le plus en vue du courant luministe russe ,, et que son tableau Clair de lune sur le Dniepr est un chef-d'œuvre parmi les tableaux basés sur des effets de lumière. Selon J. E. Bowlt, dans ce tableau, Kouïndji n'a pas abandonné les principes stylistiques utilisés l'année précédente pour son Petit bois de bouleaux (comme la focalisation sur la partie centrale du tableau et les brusques changements de tons), mais avec Clair de lune il réalise un changement radical dans la construction de l'espace du tableau et représente une vue à vol d'oiseau. Il utilisera plus tard ce même type de construction de l'espace dans d'autres tableaux .
La critique d'art Irina Chouvalova désigne la toile Clair de lune sur le Dniepr comme étant la plus remarquable de Kouïndji,  et, malgré l'assombrissement des couleurs , «l'un des plus beaux ornements du musée russe». Selon elle, avec cette toile, le peintre atteint « jusqu'à l'illusion d'un éclairage réel et fantastique», ce qui lui permet de créer une impression de réalité du clair de lune, avec dans le firmament des suites de nuages, et sur le fleuve qui coule paisiblement une surface d'eau agitée. Chouvalova note la précision des moyens trouvés par l'artiste : « des taches de couleurs décoratives, leurs contrastes, les modulations de lumière, la composition picturale».